# Зофйово
Зофйово (пол. Zofiowo, нім. Sophienberg) — село в Польщі, у гміні Чарнкув Чарнковсько-Тшцянецького повіту Великопольського воєводства.
Населення — 462 особи (2011).
У 1975-1998 роках село належало до Пільського воєводства.

## Демографія
Демографічна структура станом на 31 березня 2011 року:
|          | Загалом | Допрацездатний вік | Працездатний вік | Постпрацездатний вік |
| -------- | ------- | ------------------ | ---------------- | -------------------- |
| Чоловіки | 230     | 55                 | 166              | 9                    |
| Жінки    | 232     | 68                 | 122              | 42                   |
| Разом    | 462     | 123                | 288              | 51                   |